# رينكورت ليه باباوم
رينكورت ليه باباوم (بالفرنسية: Riencourt-lès-Bapaume)‏ هي بلدية تقع في إقليم باد كاليه من منطقة نور با دو كاليه في شمال فرنسا. تبلغ مساحة هذه المدينة 3.41 (كم²)، وترتفع عن سطح البحر 135 م، يبلغ عدد سكانها 32 نسمة حسب إحصاء المعهد الوطني للإحصاء والدراسات الاقتصادية سنة 2009 م. وترأس Jean Descamps البلدية خلال فترة (2008-2014).